# Yōsuke Nozawa
Yōsuke Nozawa (野澤 洋輔?, Nozawa Yōsuke; Shizuoka, 9 novembre 1979) è un ex calciatore giapponese, di ruolo portiere.